# バトルドッジボールII
『バトルドッジボールII』（-ツー）は、1993年7月23日に日本のバンプレストから発売されたスーパーファミコン用スポーツゲーム。
SDにディフォルメされたロボットアニメや特撮作品のキャラクターが戦うクロスオーバー作品「コンパチヒーローシリーズ」の1つ。シリーズ内シリーズであるバトルドッジボールシリーズの第3作目にあたるが、内容は第1作『バトルドッジボール 闘球大激突!』（1991年）の続編となっている。ガンダムシリーズ、ウルトラシリーズ、仮面ライダーシリーズおよびダイナミックプロのキャラクターがチームを組んでドッジボールで対決する。

## ゲーム内容
基本的なシステムは前作を継承。1チームは内野3人外野3人（ただし外野は単一のキャラクター3人）の6人。内野にはHPがあり、ボールを当てられたり、必殺技を受けるとHPゲージが減り、HPが0になると退場となる（外野にはならない）。内野3人全員が退場となると敗北。今作では、HPは数字式ではなく目盛り式になっている。
ボールをキャッチするたびにMPのゲージが溜まっていき、一定以上溜まるとボールを持っている場合に必殺技が使える。本作では、さらにMPを多く消費してレベル2の必殺技が使えるようになった。必殺技の効果はキャラクターごとにそれぞれ違い、HPを削るものだけでなく、相手チーム全員のMPやジャンプ力、ダッシュ力などを減らすステータス異常タイプが追加され、キャラクターの基本的なステータスが低かったり、必殺技を覚えるレベルが高めに設定されているほど、与える効果が強くなる。また、ボールを持っていないときにはMPを消費することで、敵の陣地に乱入し肉弾攻撃でダメージを与えることが出来る。ただし、肉弾攻撃は妨害されることもある。
その他にダッシュジャンプから放つキャッチの難しい変化球ショットや味方と連携して放つコンビネーション攻撃も用意されている。
プレイできるモードは前作同様、対コンピュータ(COM)戦用の「闘球王決定戦モード」、対2プレーヤー(2P)戦用の「激闘対戦モード」、対COM・対2P選択可能な「修行モード」3つのモードを選択出来る。「修行モード」は最初からMPが最大値まで溜まっており、必殺技や乱入で使用しても減らない設定となっているものの、必殺技の効果は全て「HPマイナス1」となっている。また使用可能なチームはヒーローサイドのみ。

## チーム&所属選手
- 「闘球王決定戦」では対戦勝利後、自チーム内の一人と相手チーム内の一人をトレードできる。
- （外野）がついているキャラクターは外野用キャラクターであるが、パスワードなどを使い内野にすることも可能。逆に内野用のキャラクターを外野にすることはできない。

### ガンダムヒーローズ
ガンダムシリーズのヒーローキャラクターで構成されたチーム。ホームコートはコロシアムで、ボールがトゲ付き鉄球となっておりキャッチしづらくなっている。
- ガンダムF91
- νガンダム
- ΖΖガンダム
- ジム83（外野）

### モビルスーツキラーズ
ガンダムシリーズの悪役キャラクターで構成されたチーム。ホームコートは高重力コートで、ジャンプ力が大幅に制限され吹き飛びづらくなる。
- サザビー
- ガンダムマークV
- ガンダムキラー
- ザク83（外野）

### GREATライダーズ
仮面ライダーシリーズのヒーローキャラクターで構成されたチーム。ホームコートは風の谷で、風向きによってキャラクターやボールの動きが変化する。
- ブラックRX
- ストロンガー
- ZO
- 新1号ライダー（外野）

### ショッカーイーグルス
仮面ライダーシリーズの悪役キャラクターで構成されたチーム。ホームコートはダウンタウンで、ボールが時限爆弾となっておりキープした状態でカウントが0になると爆発してしまう。
- ガラガランダ
- シャドームーン
- ライダーキラー
- GOD戦闘員（外野）

### ウルトラファイターズ
ウルトラシリーズのヒーローキャラクターで構成されたチーム。ホームコートは低重力コートで、ジャンプ力が大きく上昇し吹き飛ばされやすくなる。
- ウルトラセブン
- ウルトラマンA
- ウルトラマンG
- ウルトラマンJ（外野）

### モンスターパワーズ
ウルトラシリーズの悪役キャラクターで構成されたチーム。ホームコートは氷原で、非常に滑りやすい。
- ゼットン
- ベムスター
- ウルトラキラー
- ピグモン（外野）

### 竜騎兵団ウォリアズ
騎士ガンダムシリーズのヒーローキャラクターで構成されたチーム。ホームコートはインペリアルコートで、ボールがガラス製となっておりランダムに砕けてしまう。
- 騎士GP01
- レッドウォーリアR
- 騎士GP03
- 戦士ジムカスタム（外野）

### ダイナミックウォーズ
ダイナミックプロのヒーローキャラクターで構成されたチーム。ホームコートはスタジアムで、特徴はない。
- マジンガーZ
- デビルマン
- シレーヌ
- ボスボロット（外野）

### ゴッドファクトリー
「闘球王決定戦」のラストボスとして登場するチーム。コンパチヒーローシリーズのオリジナルキャラクターで構成されている。裏技を使うことで「闘球王決定戦」や「激闘対戦モード」で使用可能となる。
- ロア
- ゲシュペンスト
- エミィ
- ダークブレイン（外野）

## スタッフ
- ゲーム・デザイナー：サイバー田中、MIN
- プログラマー：蒟蒻、♨GANMA♨、IGA、松“2万h”、AKIRADAR“Z”、BARSO、キノコ、MIN
- グラフィック・デザイナー：熊五郎、Y・SATOH、D、KAZU、DAIOU、
- 音楽：末村謙之輔
- スペシャル・サンクス：海老CHAN
- ディレクター：田中“CYBER”憲一
- オーバー・ディレクター：下道隆
- エグゼクティブ・プロデューサー：東喜三郎

## 評価
ゲーム誌『ファミコン通信』の「クロスレビュー」では、7・5・5・4の合計21点（満40点）、『ファミリーコンピュータMagazine』の読者投票による「ゲーム通信簿」での評価は以下の通りとなっており、20.9点（満30点）となっている。
| 項目 | キャラクタ | 音楽 | お買得度 | 操作性 | 熱中度 | オリジナリティ | 総合 |
| 得点 | 4.0        | 3.4  | 3.2      | 3.4    | 3.6    | 3.4            | 20.9 |

## 関連作品
漫画
コミックボンボン（講談社）にて本作品を原作としたときた洸一作画の漫画が連載された。
詳細は『ザ・グレイトバトルIII (漫画)』を参照のこと。
攻略本
- スーパーファミコン必勝法スペシャル バトルドッジボールII
- ボンボンファミコン必勝攻略本 バトルドッジボールII 公式ガイドブック